# Toros en la calle
I toros en la calle (normalmente, in lingua catalana, bous al carrer), letteralmente "tori per la strada", sono uno spettacolo di tauromachia popolare, molto diffuso nelle città e nei villaggi della Comunità Valenzana e dell'Aragona, e in alcune località dell'America centro-meridionale.
Si tratta di manifestazioni simili agli encierros, da cui si differenziano fondamentalmente per due caratteristiche: il fatto di non prevedere un percorso obbligato lungo cui guidare i tori, bensì di lasciarli semplicemente liberi per le strade (tra le persone che tentano di schivarne le cariche), e il fatto che non si tratta di animali destinati a combattere in una corrida, ma scelti appositamente per questa manifestazione, al termine della quale vengono riportati all'allevamento.
Nonostante siano molto meno cruenti di altre forme di tauromachia, i toros en la calle sono contestati sia per lo stress inutilmente sofferto dagli animali sia per i notevoli rischi che corrono i partecipanti (che dovrebbero essere tutti maggiorenni, ma spesso il regolamento non viene fatto osservare).